# Villafañe (Villasabariego)
Villafañe es una localidad española perteneciente al municipio de Villasabariego, en la provincia de León, comunidad autónoma de Castilla y León.

## Geografía

### Ubicación
| Noroeste: Paradilla de la Sobarriba | Norte: Villabúrbula | Noreste: Palazuelo de Eslonza |
| Oeste: Puente Villarente            |                     | Este: Valle de Mansilla       |
| Suroeste Villamoros de Mansilla     | Sur: Villasabariego | Sureste: Villasabariego       |

## Historia
Se cree que el original asentamiento astur, en el castro ibérico de Cueto) (tal vez el denominado Sublancia, o Castro Sollanzo), fue destruido y sus habitantes expulsados cuando el conquistador romano Carisio tomó Lancia alrededor del año 25 d. C. Durante esta ofensiva los romanos obligaron a los astures a relocalizarse en los llanos y destruyeron todos los asentamientos que aseguraban el aprovisionamiento de agua a Lancia. A fines del siglo XX, cuando los tractores removían la tierra, todavía era común encontrar fragmentos de cerámica negra y restos de fortificaciones y chozas calcinadas. Se desconoce la denominación original del poblado, tal vez Quintana, que luego recibió el nombre de Villa Fane o Fañe y posteriormente el actual de Villafañe.
Según Álvarez Rodríguez, el actual nombre proviene de Álvar Fáñez, primo hermano del Cid Campeador. Este caballero combatió inicialmente junto al Cid en favor del rey Sancho II de Castilla y contra el hermano de este, el rey Alfonso VI de León. Luego de la primera batalla en la ribera del río Esla, Álvar se hizo fuerte con sus tropas en lugar que hoy ocupa el pueblo de Villafañe, logrando impedir el paso de las fuerzas castellanas por el puente de Villarente. En recompensa a sus servicios en el año 1072 el rey Sancho le hizo merced del sitio y sus adyacencias para él y sus descendientes.
El lugar tomó en algún momento el nombre de Villa Fañe con el que ya se lo menciona en 1181 cuando el rey Fernando II de León ordena su repoblación para fortificar la ribera del Esla. En 1188, cuando el rey Alfonso IX de León otorga su carta puebla a Mansilla de las Mulas, Villa Fane queda incluida en su jurisdicción. El nombre de Villa Fañe se abrevió luego a Villafañe, que designa tanto a la localidad como al linaje y apellido toponímico de Villafañe.

## Señores de Villafañe
Los siguientes datos, tomados de los Archivos Históricos de España, dan las fechas y nombres de algunos de los señores de Villafañe:
en 1475 era Señor de Villafañe y Matadion don Martin de Acuña (hermano menor del 3 Conde de Valencia de Don Juan), casado con la Señora de Fuentecarcel doña Juana Vivero (hija del 1 Vizconde de Altamira y protector de la Reina Católica en su minoría de edad), siendo sucedidos por su hijo don ALONSO el cual fallecería en 1509 como general del Rey Católico. Don Alonso testò Villafañe en favor de su hermana Juana y sus herederos. El resto de la herencia y otras adquisiciones quedaron en los hijos de don Alonso, progenitores del 1 conde de Fuensaldaña.
- 30/8/1556: Antonio de Villafañe de la Rivaseca (escritura ante el escribano Juan Prieto).
- 26/3/1656: Fernando o Hernando de Villafañe y Valencia (escritura ante el escribano Sebastián Espinosa, en la ciudad de León). Este residía con su familia en la ciudad de León donde era regidor y aún se conserva el palacio que construyó como residencia.
- 8/6/1757: Francisco de Villafañe y Valencia, vecino en la ciudad de Zamora (escritura, en la ciudad de León).
- 22/2/1802: Condesa del Vado (escritura ante el escribano Antonio García, en la ciudad de León).
- 2/12/1891: María del Pilar Ezpeleta y Aguirre, Condesa del Vado, vende 173 fincas y 8 foros heredados de su madre Amalia Aguirre y Acedo, Duquesa de Castro Terreño, Condesa del Vado y Señora de Villafañe (escritura ante el notario Optaciano Zuloaga, en la ciudad de León). Termina así, poco más de ocho siglos después de iniciado, el mayorazgo y señorío de la localidad de Villafañe.

## Demografía
Evolución de la población
| Gráfica de evolución demográfica de Villafañe (León) entre 2000 y 2014 |
|                                                                        |
| Población de derecho (2000-2014) según el padrón municipal del INE     |

## Patrimonio
La ermita del cementerio tiene una imagen románica del siglo XII o XIII, de una mujer sentada sobre un podio con un niño en el regazo, probablemente procedente de la ermita del palacio desaparecida a fines del siglo XVIII. El altar mayor de la iglesia tiene una hermosa talla de San Miguel, probablemente otra de Bautista Vázquez, y una imagen barroca de la virgen del Carmen, muy venerada en el pueblo. La cruz parroquial, de 1606, pertenece a la escuela de Fernández del Moral. La pequeña biblioteca de la sacristía tiene algunas obras valiosas: un ejemplar de la primera edición (MDLXXX) del Cantar de los cantares de Fray Luis de León; una Biblia Sacra (MDXCIII); una primera edición de cartas de Santa Teresa de Jesús con notas del Obispo de Ofma (Bruselas, MDCLXXIV).